# Carnegie Museum of Natural History
Il Carnegie Museum of Natural History (citato anche con la sua sigla CMNH) è un museo di storia naturale sito a Pittsburgh, negli Stati Uniti d'America, in via Forbes Avenue 4400. Fu fondato dall'industriale siderurgico Andrew Carnegie nel 1896. È anche un centro di ricerca di fama internazionale e uno dei cinque più grandi musei di storia naturale degli Stati Uniti.
Il museo dispone di una superficie  10700 m2 divisi in 20 gallerie, con una biblioteca e degli uffici. Possiede 22 milioni di oggetti, di cui circa 10000 sono esposti contemporaneamente e circa un milione sono consultabili su banche dati accessibili in linea. Nel 2008 il museo ha avuto 386.300 ingressi e accolto 63000 gruppi scolastici.